# Carl Wilhelm Scheele
Carl Wilhelm Scheele, nascut el 9 de desembre 1742 a Stralsund, Pomerània i traspassat el 21 de maig de 1786 a Köping, fou un destacat químic suec.

## Biografia
El pare de Scheele, al cap d'avant d'una nombrosa família, no podia cobrir les depeses d'una llarga educació, i el nin, que no mostrava interès pels estudis clàssics, va treballar des dels 13 anys amb un apotecari de Göteborg, durant 8 anys, primer com a aprenent i després com a alumne. En aquesta situació, s'inicià de forma autodidacta en la química llegint amb passió les obres de Caspar Neumann, Nicolas Lémery i Johann Kunckel, entre d'altres, i realitzant múltiples experiments amb un material rudimentari.

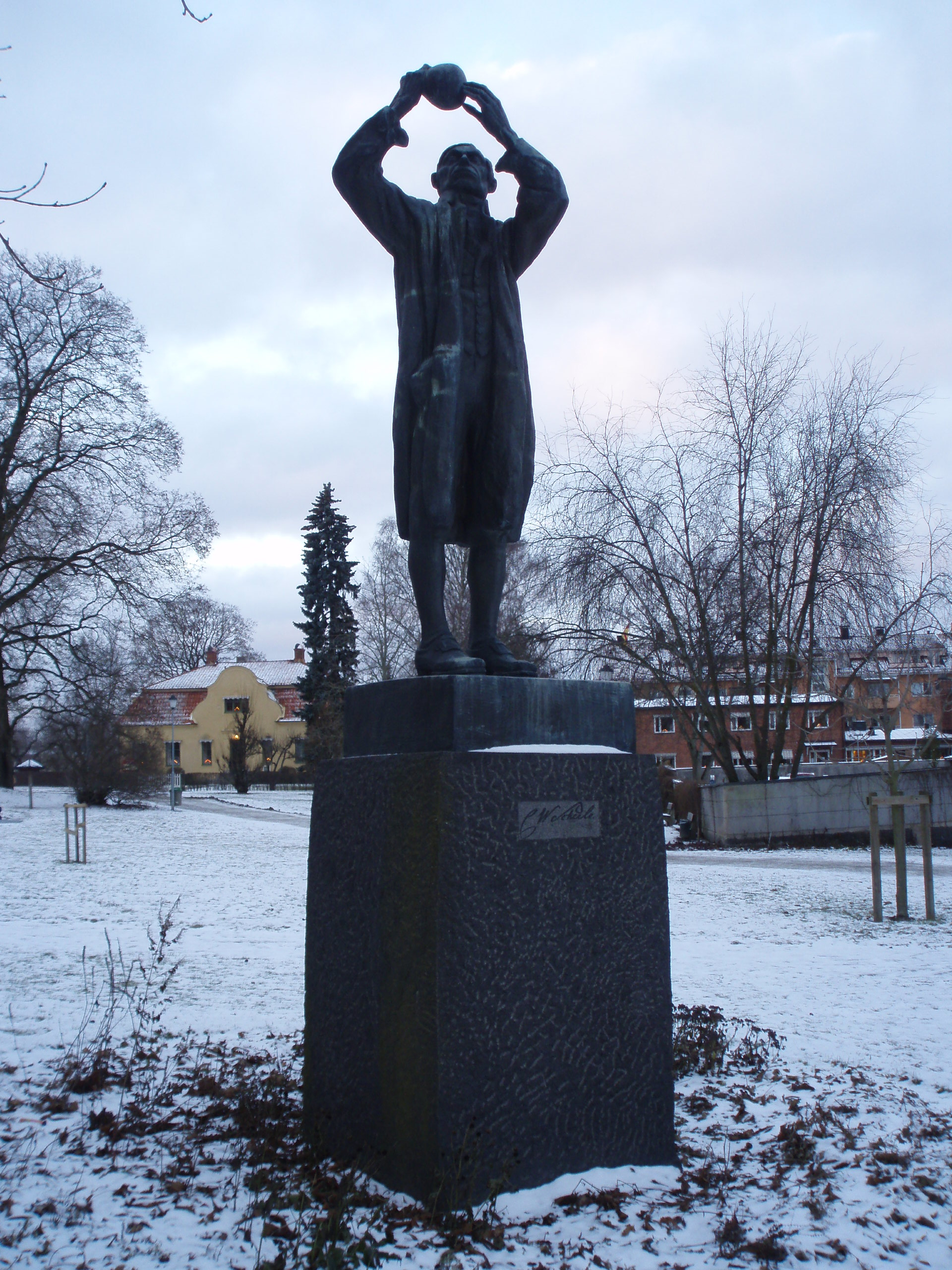
Estàtua de Carl Wilhelm Scheele a Köping

En el 1765 deixà Göteborg i es mogué a diferents indrets de Suècia: a Malmö, després a Estocolm (1767), on dirigí una farmàcia i a Uppsala (1770). Allà va conèixer Torbern Olof Bergman, qui el va posar sota la seva protecció, i a qui uniria una estreta amistat. Els seus treballs d'aquesta època ja li atorgaren gran autoritat. Va entrar a l'Acadèmia de cièncias d'Estocolm, però va refusar l'oferiment d'una càtedra a Berlín que li va ser proposada per Frederic el Gran, així com altres proposicions de la mateixa naturalesa que provenien d'Anglaterra. En la seva vida cercà per davant de qualsevol altra cosa la tranquil·litat i no va demostrar tenir la més mínima ambició.
Quan es va assabentar de la mort d'un farmacèutic de Köping, es va establir a casa de la seva viuda i va continuar dedicant el seu esforç als treballs de l'establiment i a les investigacions científiques. Va morir als 43 anys degut a una febre aguda (a causa de l'emmetzinament per fluor), però li deixà temps per assegurar el seu nom i deixar uns modests estalvis a la viuda amb què vivia.

## Obra
Scheele descrigué el descobriment de l'oxigen i del nitrogen (1772-1773), en el seu únic llibre, Chemische Abhandlung von der Luft und dem Feuer l'any 1777, de forma independent de Joseph Priestley, que descobrí l'oxigen el 1774.
El 1774 va obtenir per primera vegada el clor, per acció de l'àcid clorhídric sobre el diòxid de manganès, i va observar la major part de les propietats d'aquest element, especialment el seu poder decolorant.
Va demostrar que el grafit és carboni, va estudiar el fòsfor, el clorur d'argent del qual va comprovar el seu ennegriment quan s'exposa a la llum, el permanganat de potassi, el sulfur d'hidrogen i va distingir la barita de la cal. També va descobrir l'àcid fluorhídric, l'àcid fluosílic (1771), l'àcid arsènic (1775), l'àcid cianhídric (1782), l'àcid molíbdic i l'àcid túngstic.
Es va aplicar el seu nom a l'arsenit de coure (verd de Scheele) que s'utilitza com a colorant. El 1773, va observar l'absorció dels gasos per les serradures de fusta. A la química orgànica va descobrir l'àcid benzoic (1775) i va aïllar els àcids tàrtric, úric i gàl·lic. Finalment el 1779 va descobrir i estudiar la glicerina.
La seva obra més important és el Abhandlung von der Luft und dem Feuer (Tractat elemental de l'aire i el foc, 1777), que és una mescla singular d'admirables experiments, de conclusions exactes, però també de raonaments complicats i d'invencions insostenibles. Scheele va observar que l'aire disminueix de volum en contacte amb el sulfur alcalí.